# Condado de Trénor

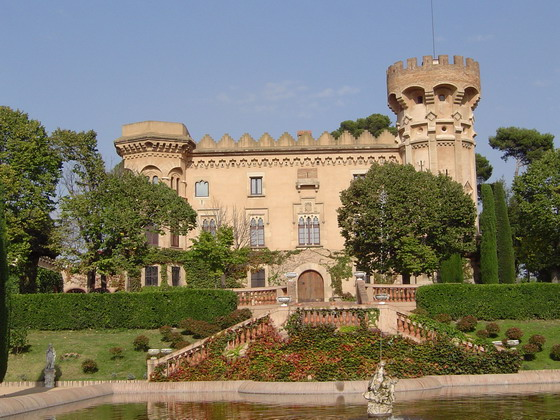
Castillo de San Marcial, en Sardañola del Vallés, propiedad de la familia Trénor.

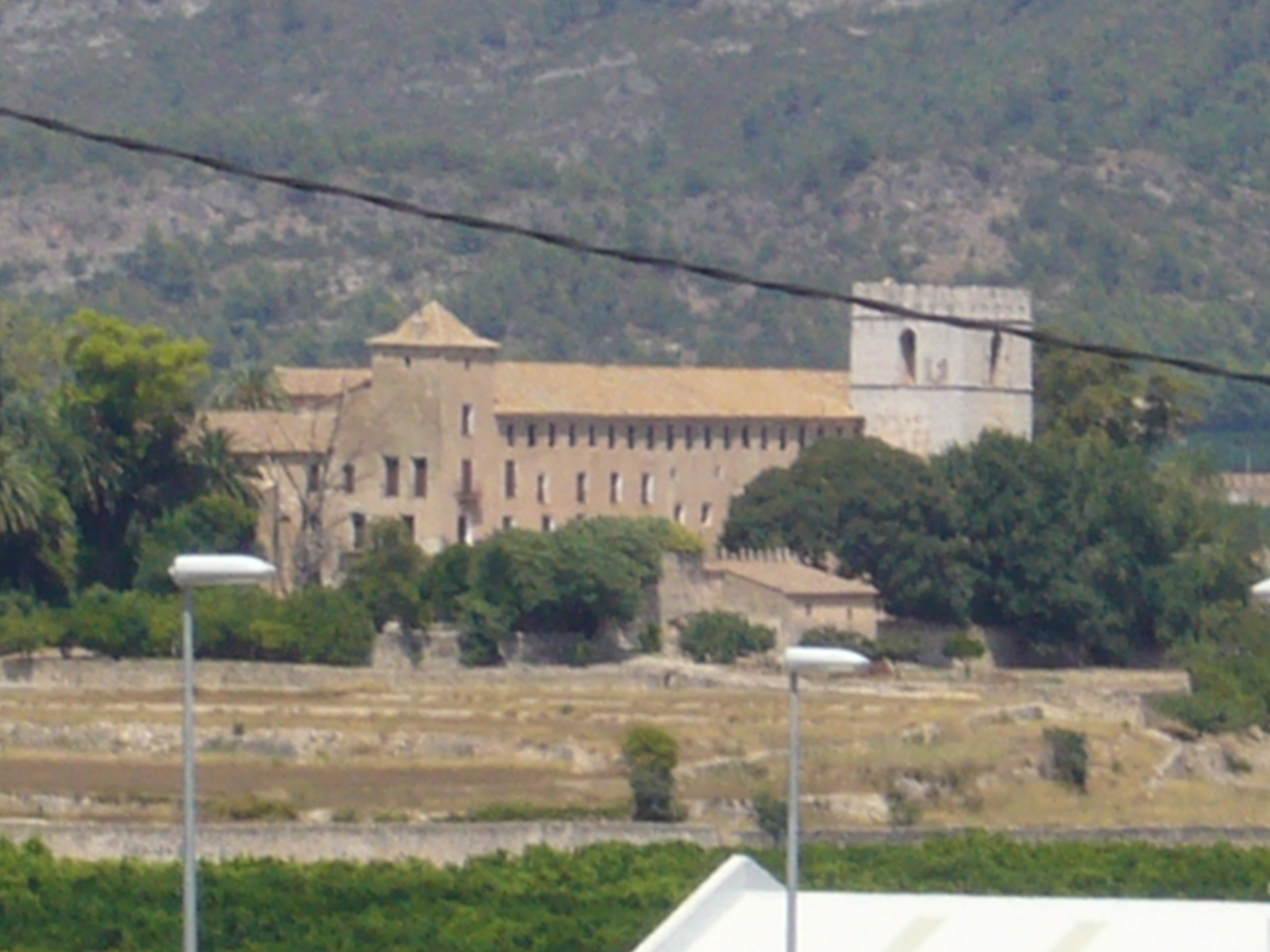
Monasterio de San Jerónimo de Cotalba, en Alfahuir (Valencia), propiedad de la familia Trénor, adquirido en la Desamortización de Mendizábal.

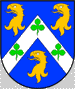
Escudo de armas de los Trénor.

El Condado de Trénor es un título nobiliario español creado el 12 de julio de 1911 por el rey Alfonso XIII a favor de Francisco Trénor y Palavicino.
Francisco Trénor y Palavicino pertenecía a la  familia Trénor, de origen irlandés afincada en España, ya que era hijo del industrial valenciano Federico Trénor y Bucelli, que casó con una hija de Vicente Palavicino y Vallés, IX Barón de Frignani y Frignestani, VII marqués de Mirasol. 
Esta familia acumuló en el siglo XIX y primer tercio del siglo XX, importantes latifundios e industrias, sobre todo en la Comunidad Valenciana y en Cataluña. 
El rey Alfonso XIII creó este Título Nobiliario para la familia Trénor.

## Títulos nobiliarios
Además del Condado de Trénor, los Trénor, fueron distinguidos con otros Títulos de nobleza, como el Marquesado del Turia, concedido a Tomás Trénor y Palavicino en 1909, el Condado de la Vallesa de Mandor, con Grandeza de España, concedido a Enrique Trénor y Montesinos, en 1921. A lo largo de los años, emparentaron con otras familias de la nobleza valenciana y española, vinculándoles a otros títulos del reino como las Baronías de Alacuás y Picasent, el Condado de Berbedel, Condado de Caspe, Condado de Montornés, Condado de Noroña y Condado de la Ventosa, así como el Marquesados de Cordellas, Marquesado de González de Quirós, Marquesado de Fuentehermosa, Marquesado de Lara, Marquesado de Mascarell, marquesado de San Juan, Marquesado de Mirasol, Marquesado de Serdañola y marquesado de Sot, entre otros. Algunas ramas familiares surgidas de las distintas uniones matrimoniales son los Gómez-Trénor, Calabuig-Trénor, Garrigues-Trénor, Trénor-Pardo de Donlebún, Trénor-Despujol y Trénor-Löwenstein-Wertheim-Rosenberg, entre otras.
El lema de la familia es Facta non verba (Hechos, no palabras).

## Condes de Trénor
|                           | Titular                                   | Periodo                   |
| Creación por Alfonso XIII | Creación por Alfonso XIII                 | Creación por Alfonso XIII |
| ------------------------- | ----------------------------------------- | ------------------------- |
| I                         | Francisco Trénor y Palavicino             | 1911-1935                 |
| II                        | Elvira Trénor y Moroder                   | 1951-                     |
| III                       | Juan Antonio Gómez-Trénor y Trénor        | 1981-                     |
| IV                        | Francisco Gómez-Trénor y García del Moral | 2004-actual titular       |

## Historia de los Condes de Trénor
- Francisco Trénor y Palavicino, I conde de Trénor.

1. Casó con Elvira Moroder Peñalva
2. Casó con María Antonia Aliño Forner. Le sucedió, en 1951, de su primer matrimonio, su hija:

- Elvira Trénor y Moroder, II condesa de Trénor.

1. Casó con Juan Antonio Gómez-Trénor Fos. Le sucedió, en 1981, su hijo:

- Juan Antonio Gómez-Trénor y Trénor, III conde de Trénor. Le sucedió, por cesión en 2004, su sobrino:

- Francisco Gómez-Trénor y García del Moral, IV conde de Trénor.

1. Casó con María Soledad Rodríguez Marín